# Power of the Night
Power of the Night es el tercer álbum de estudio de la banda estadounidense de heavy metal Savatage, lanzado en 1985 bajo la producción de Max Norman. Este disco fue el último que grabó Keith Collins, quien fue sustituido por el bajista Johnny Lee Middleton.

## Listado de canciones
| Lanzamiento original en formato CD |                      |                                       |          |  |
| N.º                                | Título               | Escritor(es)                          | Duración |  |
| 1.                                 | «Power of the Night» | Jon Oliva                             | 5:13     |  |
| 2.                                 | «Unusual»            | Keith Collins, Criss Oliva, Jon Oliva | 4:27     |  |
| 3.                                 | «Warriors»           | Keith Collins, Criss Oliva            | 4:03     |  |
| 4.                                 | «Necrophilia»        | Keith Collins, Criss Oliva            | 3:36     |  |
| 5.                                 | «Washed Out»         | Criss Oliva                           | 2:13     |  |
| 6.                                 | «Hard for Love»      | Keith Collins, Criss Oliva            | 3:59     |  |
| 7.                                 | «Fountain of Youth»  | Keith Collins, Criss Oliva            | 4:31     |  |
| 8.                                 | «Skull Session»      | Criss Oliva                           | 3:21     |  |
| 9.                                 | «Stuck on You»       | Keith Collins, Criss Oliva            | 3:10     |  |
| 10.                                | «In the Dream»       | Criss Oliva                           | 4:15     |  |

| Bonus tracks del relanzamiento en CD con Edel Music (1997) |                         |                                      |          |  |
| N.º                                                        | Título                  | Escritor(es)                         | Duración |  |
| 11.                                                        | «Sleep» (Piano version) | Criss Oliva, Jon Oliva, Paul O'Neill | 4:16     |  |

| Bonus tracks del relanzamiento en CD con SPV (2002) |                             |                        |          |  |
| N.º                                                 | Título                      | Escritor(es)           | Duración |  |
| 11.                                                 | «Power of the Night» (live) | Jon Oliva              | 3:45     |  |
| 12.                                                 | «Sirens» (live)             | Criss Oliva, Jon Oliva | 3:02     |  |

| Bonus tracks del relanzamiento en CD con EarMusic (2011) |                                   |                        |          |  |
| N.º                                                      | Título                            | Escritor(es)           | Duración |  |
| 11.                                                      | «City Beneath The Surface» (live) | Jon Oliva, Criss Oliva | 5:01     |  |
| 12.                                                      | «Hounds» (live)                   | Criss Oliva, Jon Oliva | 7:20     |  |

## Formación
- Jon Oliva – voz y teclado
- Criss Oliva – guitarras
- Steve Wacholz – batería
- Keith Collins – bajo